# 胡欽 (景泰進士)
胡欽（1411年—？），字欽承，江西吉安府廬陵縣人，民籍，明朝政治人物。進士出身。

## 生平
江西鄉試第十八名。景泰二年（1451年）辛未科會試第八十四名，殿試登進士第二甲第四十九名。景泰三年（1452年），授刑部主事。

## 家族
曾祖胡希聖。祖父胡文炳，曾任溫縣知縣。父胡履道。